# Sophie Adlersparre

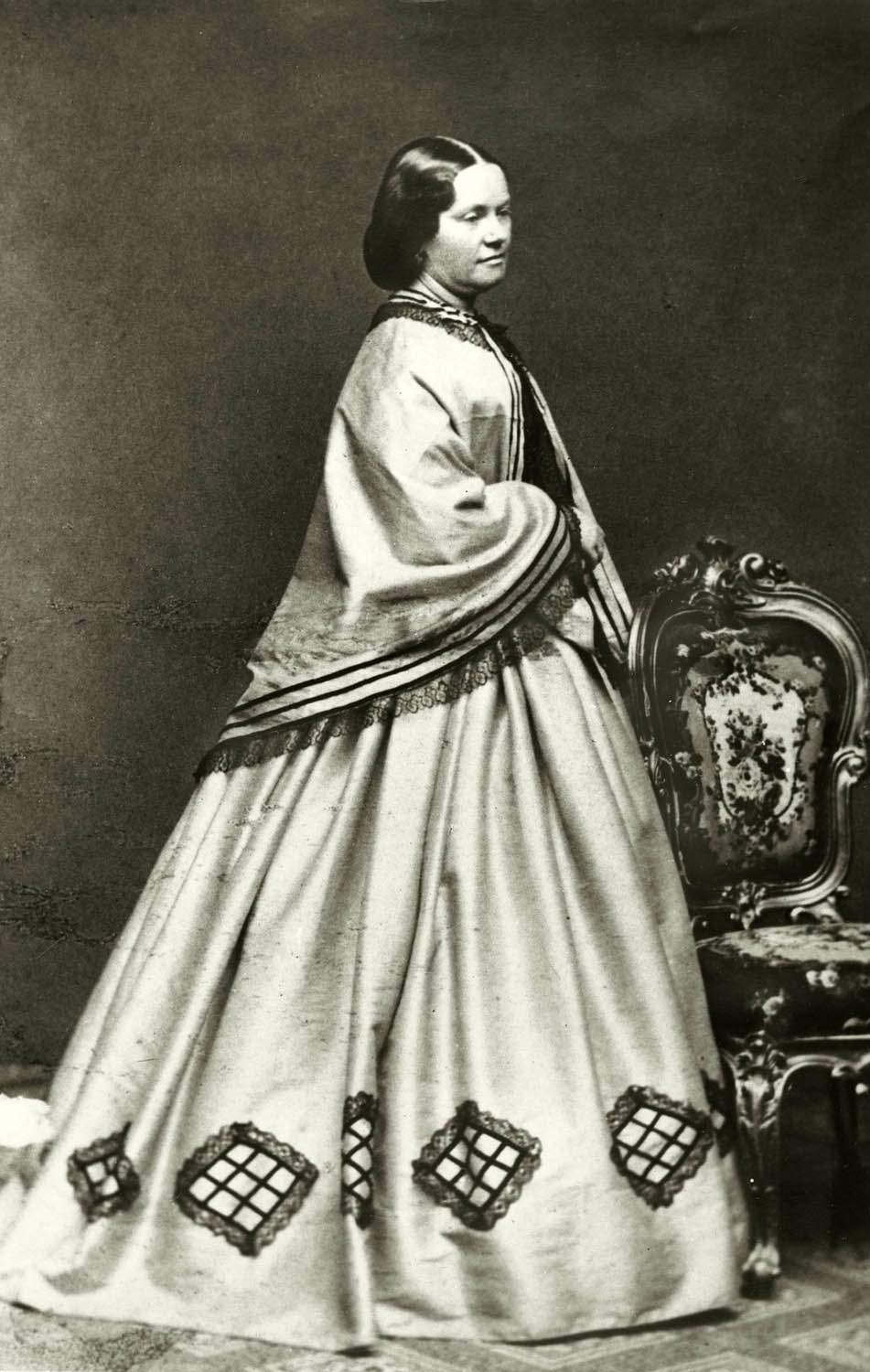
Sophie Aldersparre. Foto omkring 1865.

Carin Sophie Adlersparre, född Leijonhufvud 6 juli 1823 på Helgerum i Västrum i Kalmar län, död 27 juni 1895 på Ström vid Södertälje, var en svensk friherrinna och pionjär inom den svenska kvinnorörelsen, även känd under signaturen "Esselde". Hon startade tillsammans med Rosalie Olivecrona Nordens första kvinnotidskrift Tidskrift för hemmet 1859 och 1884 grundade hon Fredrika Bremerförbundet.

## Biografi och verksamhet
Sophie Adlersparre var dotter till överstelöjtnanten, friherre Erik Gabriel Knutsson Leijonhufvud och Sofie Emerentia Hoppenstedt. Familjen var en av de förnämaste i landet och redan i barndomen kom Sophie Adlersparre i kontakt med tidens sociala idéströmningar och de kvinnosaksfrågor som drevs i Sverige och utomlands. Fredrika Bremer blev tidigt en av Sophie Adlersparres förebilder, och hon lät organisera kvinnorörelsen enligt Bremers riktlinjer. Med sig hade hon barndomsvännen Rosalie Olivecrona, född Roos och vännen Fredrika Limnell som ekonomiskt bidrog till många av Sophies projekt.
Få kvinnor i Sverige har haft ett så stort inflytande med sina sociala och feministiska gärningar som Sophie Adlersparre. Tillsammans med Rosalie Olivecrona grundade hon 1859 Tidskrift för hemmet (senare Hertha) som rönte en oerhörd popularitet. På egen hand drev hon skolor för flickor från arbetarklassen, startade läsrum för kvinnor och grundade Handarbetets vänner. Vid denna tid vaknade ett enormt intresse för handarbete och ett flertal sällskap och föreningar för handarbeten bildades runt om i landet, bland annat syjuntor. Vidare grundades 1884 Fredrika-Bremer-förbundet med ett program utstakat av Sophie Adlersparre. Hon ingick i den statliga Flickskolekommittén 1885 och blev därmed tillsammans med Hilda Caselli den första av sitt kön i en statlig utredning. Kort därpå instiftades Fredrika-Bremers Stipendiestiftelsen 1887 och hon drev igenom att Sverige gick med i Röda korset. Adlersparre var redaktör för tidskriften Dagny. Hon medverkade också i bildandet av Föreningen för sinnesslöa barns vård.
Sophie Adlersparre gifte sig 1869 med Axel Adlersparre (1812–1879), som var ledamot av riksdagens andra kammare och kommendörkapten. De är begravda på Galärvarvskyrkogården i Stockholm. Hans syster Sofia Adlersparre (1808–1862) var målare och konverterade till katolicismen. Samma namn hade också Sophies (1823) styvdotter, stiftsjungfrun  Sofie Heliodora Ottiliana Adlersparre, född 1850 i Karlskrona, död 1924 i Eksjö.

### Redaktörskap
- Axel Adlersparre 1812-1879. 1879. Libris 10546459
- Tre episoder i Karl XV:s lif : ur kommendör Axel Adlersparres efterlämnande papper. Stockholm. 1893. Libris 2535820